# Герб Княщинского сельского поселения (Тверская область)
Герб муниципального образования Княщинское сельское поселение Вышневолоцкого района Тверской области Российской Федерации — опознавательно-правовой знак, служащий официальным символом муниципального образования.
Герб утверждён Решением Совета депутатов Княщинского сельского поселения № 23 от 4 октября 2006 года.
Герб внесён в Государственный геральдический регистр Российской Федерации под регистрационным номером 3035.

## Описание герба
«В лазоревом поле две золотые переплетённые нити в левую перевязь, сопровождаемые вверху серебряным на золотом стебле с таким же листом цветком орхидеи с червлёной сердцевиной, внизу — золотой отвлечённой головой косули. Щит увенчан муниципальной короной установленного образца».

## Обоснование символики
Золотые нити в виде цепи символизируют курганную группу финно-славянских погребений на территории поселения и прошлое края, как места соседств финно-угорских и славянских племён.
Золотые нити означают реку Щегру, которая в древности служила границей между селениями кривичей и словен.
Цветок орхидеи указывает на уникальный памятник природы — Орхидную горку и произрастание девяти видов орхидей на площади 1 га, среди которых «венерин башмачок» занесён в Красную книгу.
Голова косули означает заповедность местности, где водятся редкие для Тверской области животные — косули.